# 슈퍼 베어
《슈퍼 베어》(영어: Super Bear)는 2019년 공개된 미국의 영화이다.

## 줄거리
숲 속에서 단란한 삶을 꾸리고 있는
든든한 아빠곰 ‘맥스’와 귀염뽀짝 아기곰 ‘레미’.
평화롭던 어느 날, 갑자기 등장한 사냥꾼이 ‘레미’를 데려가자
‘맥스’는 그들을 쫓아 도시까지 가게 된다.
‘레미’가 갇힌 ‘애니멀 컴퍼니’의 존재를 알게 된 ‘맥스’는
아들을 구하기 위해 특수 요원 ‘레오’와 함께 구출 대작전을 펼치게 되는데…
아기곰과 친구들을 구하기 위한 초특급 작전이 시작된다!

## 한국판 성우진
- 김기두
- 이다은
- 서반석
- 박성영